# Delmont (Dacota do Sul)
Delmont é uma cidade localizada no estado norte-americano de Dakota do Sul, no Condado de Douglas.

## Demografia
Segundo o censo norte-americano de 2000, a sua população era de 263 habitantes.
Em 2006, foi estimada uma população de 233, um decréscimo de 30 (-11.4%).

## Geografia
De acordo com o United States Census Bureau tem uma área de
2,0 km², dos quais 2,0 km² cobertos por terra e 0,0 km² cobertos por água.

## Localidades na vizinhança
O diagrama seguinte representa as localidades num raio de 28 km ao redor de Delmont.